# Cera das Almas
Cera das Almas é o sétimo volume, inacabado, das memórias do médico e escritor mineiro Pedro Nava. Começou a ser escrito em 10 de outubro de 1983, pouco depois de terminado o volume anterior, O Círio Perfeito, e teve sua redação interrompida pela morte inesperada do autor. por suicídio, em 13 de maio de 1984.
Após um início confessional, em que fica explícito que Egon e Pedro Nava são a mesma pessoa, vítima de depressão e usuário de antidepressivos, o autor traça um perfil nada lisonjeiro de um colega médico, que já figurara em O Círio Perfeito, a quem dá o nome sugestivo de Sacanagildo de Lima Goiaba ("mau filho, mau esposo, mau pai, mau irmão, mau homem, mau médico, mau colega, mau professor e mau amigo [...] um pobre-diabo lastimável e patético"), e narra um episódio ocorrido em 1947 em que, perseguido por um diretor da Assistência Pública ("Doutor Egon, isto aqui não é casa de ensino, é casa de socorro..."), aceita os préstimos do tal Sacanagildo que o indicará para Chefe de Clínica Médica de uma tal de Clínicas Unidas.